# Liberia i olympiska sommarspelen 2020
Liberia deltog med en trupp på tre idrottare vid de olympiska sommarspelen 2020 i Tokyo som hölls mellan den 23 juli och 8 augusti 2021 efter att ha blivit framflyttad ett år på grund av coronaviruspandemin. Det var 14:e sommar-OS som Liberia deltog vid. Ingen av landets deltagare erövrade någon medalj.

## Friidrott
Förkortningar
- Notera– Placeringar avser endast det specifika heatet.
- Q = Tog sig vidare till nästa omgång
- q = Tog sig vidare till nästa omgång som den snabbaste förloraren eller, i teknikgrenarna, genom placering utan att nå kvalgränsen
- i.u. = Omgången fanns inte i grenen
- Bye = Idrottaren behövde inte tävla i omgången

Gång- och löpgrenar
| Idrottare         | Gren                | Inledande omgång | Inledande omgång | Heat     | Heat      | Semifinal        | Semifinal        | Final            | Final            |
| Idrottare         | Gren                | Resultat         | Placering        | Resultat | Placering | Resultat         | Placering        | Resultat         | Placering        |
| ----------------- | ------------------- | ---------------- | ---------------- | -------- | --------- | ---------------- | ---------------- | ---------------- | ---------------- |
| Emmanuel Matadi   | Herrarnas 100 m     | Bye              | Bye              | 10,25    | 5         | Gick inte vidare | Gick inte vidare | Gick inte vidare | Gick inte vidare |
| Emmanuel Matadi   | Herrarnas 200 m     | i.u.             | i.u.             | DNS      | —         | Gick inte vidare | Gick inte vidare | Gick inte vidare | Gick inte vidare |
| Joseph Fahnbulleh | Herrarnas 200 m     | i.u.             | i.u.             | 20,46    | 2 Q       | 19,99 0NR0       | 2 Q              | 19,98 0NR0       | 5                |
| Ebony Morrison    | Damernas 100 m häck | i.u.             | i.u.             | 13,00    | 6 q       | 12,74 0NR0       | 6                | Gick inte vidare | Gick inte vidare |